# Gustaaf Willem van Imhoff (1767-1830)
Gustaaf Willem baron van Imhoff jr. (Groningen, gedoopt 22 november 1767 – aldaar, 13 februari 1830) was de eerste gouverneur van Groningen (1814–1830).
Van Imhoff werd opgevolgd door Willem Frederik Lodewijk Rengers.
Van Imhoff, zoon van de officier Jan Willem rijksvrijheer van Imhoff en Christina Emerentiana van Lewe van Aduard, studeerde romeins en hedendaags recht aan de Hogeschool te Groningen, waar hij in 1788 promoveerde. Hij was onder meer gedeputeerde ter Staten-Generaal (1790–1795), lid Staatsraad (1808–1810), gouverneur van Groningen (1814–1830) en lid Raad van State in buitengewone dienst (1827–1830).
Gustaaf Willem van Imhoff jr. was een kleinzoon van Gustaaf Willem van Imhoff, gouverneur-generaal van Nederlands-Indië. Hij was de vader van de latere burgemeester van Groningen Gustaaf Willem Hendrik van Imhoff.
- Biografisch Portaal: 04229872
- Digitale Bibliotheek voor de Nederlandse Letteren: imho002
- Gemeinsame Normdatei: 136223915
- International Standard Name Identifier: 0000 0000 5825 5920
- Nederlandse Thesaurus van Auteursnamen: 070093822
- Parlement.com: vg09llz0hmvh
- Virtual International Authority File: 80606256
- WorldCat: E39PBJyWQTY4xRmxrJKKM6ptrq